# Küstentukan
Der Küstentukan (Ramphastos brevis) ist eine Vogelart aus der Familie der Tukane. Sie kommt ausschließlich im Norden Südamerikas vor. Anders als beispielsweise der Dotter- oder Bunttukan wird der Küstentukan nur selten in Zoologischen Gärten gezeigt.
Die IUCN stuft den Küstentukan als  (=least concern – nicht gefährdet) ein. Die genaue Bestandszahl ist nicht bekannt, der Küstentukan wird in einigen Regionen Ecuadors aber noch als häufig beschrieben.

## Erscheinungsbild
Der Küstentukan hat eine Körperlänge von 48 bis 55 Zentimetern und eine Flügellänge zwischen 18,2 und 21,4 Zentimeter. Die Schnabellänge der Männchen beträgt 12,7 bis 16,3 Zentimeter, die der Weibchen liegt mit 11,4 bis 13,9 Zentimeter etwas darunter. Das Gewicht variiert zwischen 365 und 482 Gramm. Ein auffälliger Sexualdimorphismus besteht nicht, Weibchen sind tendenziell etwas kleiner und durch den leicht kürzeren Schnabel wirkt der Kopf etwas kräftiger.

### Gefieder und Schnabel

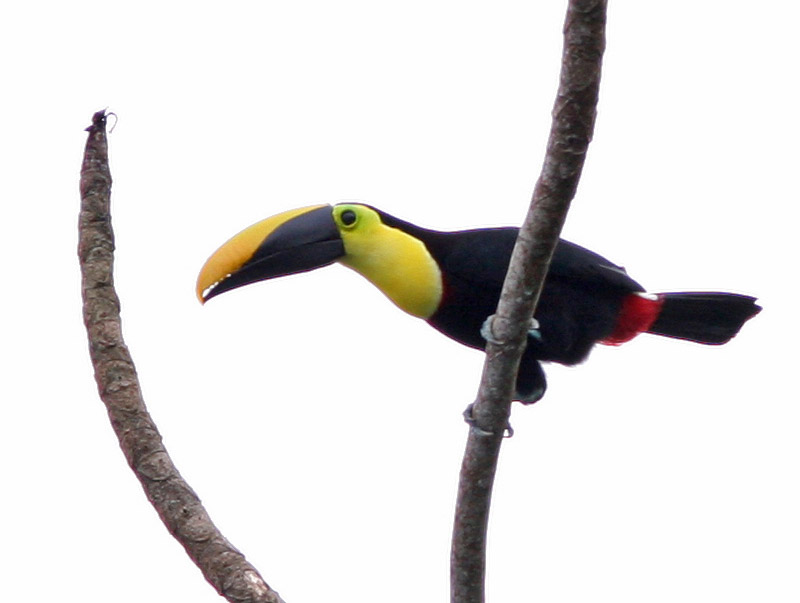
Goldkehltukan. Der Küstentukan weist ein ähnliches Gefieder und eine ähnliche Schnabelfärbung auf, ist aber deutlich kleiner.

Adulte Küstentukane sind auf der Körperoberseite schwarz gefiedert. Von der Stirn bis zur Mitte des Rückens weisen die einzelnen Federn eine tief rotbraune Spitze auf. Der untere Rücken ist bis zum Rumpf schwarz, die Oberschwanzdecken sind weiß. Der Schwanz ist glänzend blauschwarz. Das Kinn, die gefiederten Teile des Gesichts und die Kehle sind leuchtend gelb. Am Übergang von der Kehle zur Brust befindet sich schmales rotes Band. Die Unterschwanzdecke ist rot, der Rest der Körperunterseite ist schwarz, wobei Brust bis Bauch dunkel-rotbraun überwaschen sind.
Der Schnabel ist lang, der Oberschnabel ist leicht gebogen. An der Schnabelbasis verläuft eine feine schwarze Linie. Der Unterschnabel ist schwarz, der Oberschnabel ist auf der unteren Seite schwarz und oben gelb, die Trennung der Färbung verläuft in einer geraden Linie vom oberen Schnabelansatz zur Spitze. Die unbefiederte Gesichtshaut ist grün bis grün-gelblich. Bei einigen Individuen schimmert sie auch bläulich, andere sind hinter dem Auge gelblich. Das Auge selbst ist gelb-grün, grün, oder graugrün. Die Beine und Füße sind blaugrün, blaugrau, grau oder schiefergrau.
Jungvögel sind etwas matter gefärbt. Vor allem das Gelb auf der Brust ist weniger leuchtend, die roten Gefiederpartien zeigen eine orange Tönung.

### Verwechslungsmöglichkeiten
Verwechslungsmöglichkeiten bestehen vor allem mit dem deutlich größeren Goldkehltukan, mit dem der Küstentukan ansonsten eine sehr große Ähnlichkeit aufweist. Sie sind am einfachsten anhand der Lautäußerungen auseinanderzuhalten. Der Küstentukan hat außerdem einen kürzeren Schnabel, der an den Seiten etwas grünlicher wirkt. Im Verbreitungsgebiet des Küstentukans kommt ansonsten nur der Dottertukan vor, der allerdings einen überwiegend schwarzen Schnabel hat.

## Verbreitungsgebiet und Lebensraum

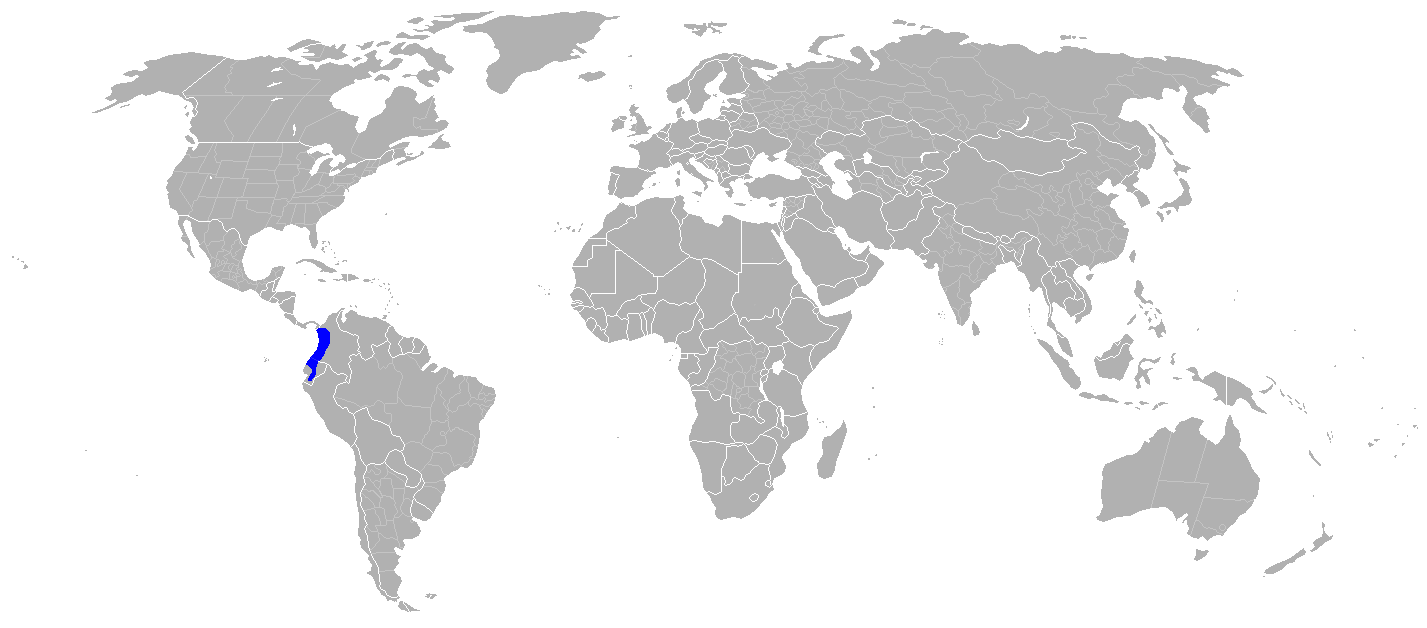
Verbreitungsgebiet des Küstentukans

Der Küstentukan kommt im Westen Kolumbiens und in Ecuador vor. Er besiedelt dort feuchte Wälder und Waldrandzonen. Er kommt überwiegend in den Niederungsgebieten vor. Vereinzelt wird er jedoch auch am Fuße der Anden bis in Höhenlagen von 1500 Metern beobachtet. Das Verbreitungsgebiet überlappt sich mit dem des Goldkehltukans und gelegentlich sind die beiden Arten auch miteinander vergesellschaftet. Während der Nahrungsaufnahme nutzt er gelegentlich dieselben Bäume wie der Halsbandarassari.

## Lebensweise
Küstentukane werden gewöhnlich in Paaren oder kleinen Trupps, die gelegentlich bis zu 14 Individuen umfassen, beobachtet. Die Nahrung finden sie überwiegend in den Wipfeln von Bäumen. Die Vögel nutzen dabei gelegentlich auch einzeln stehende Bäume auf Wiesen oder anderem kultiviertem Land. Das Nahrungsspektrum ist bislang nicht hinreichend untersucht. Den größten Anteil an der Ernährung dürften Früchte haben, daneben fressen sie vermutlich auch Insekten. Inwieweit sie wie andere Ramphastos-Arten auch Nestlinge und Eier fressen, ist bislang nicht bekannt.
Das Fortpflanzungsverhalten ist ähnlich wie das Nahrungsverhalten bisher nur unzureichend untersucht. Gelegegröße, Brutdauer und Nestlingszeit sind nicht bekannt. Vermutlich gleichen sie denen der anderen großen Arten aus der Gattung der Eigentlichen Tukane.

## Belege

### Einzelbelege
1. ↑  Lantermann, S. 182.
2. ↑  Factsheet auf BirdLife International
3. 1 2  Lantermann, S. 179.
4. 1 2   Short et al., S. 411.
5. ↑   Short et al., S. 410
6. ↑   Short et al., S. 412
7. ↑  Lantermann, S. 181.